# Wasyl Makuch
Wasyl Omeljanowycz Makuch (ukr. Васи́ль Омеля́нович Ма́кух, ur. 14 listopada 1927 w Karowie, zm. 6 listopada 1968 w Kijowie) – ukraiński działacz niepodległościowy, żołnierz UPA, który dokonał aktu samospalenia w proteście przeciwko okupacji i rusyfikacji Ukrainy przez ZSRR oraz przeciwko inwazji na Czechosłowację. 

## Życiorys
Wasyl Makuch pochodził z patriotycznej rodziny o poglądach nacjonalistycznych. Był zwolennikiem utworzenia suwerennego państwa ukraińskiego. Pod wpływem ojca oraz sąsiadów, w 1944 roku wstąpił do UPA, gdzie posługiwał się pseudonimem Mykola. W lutym 1946 roku został postrzelony w prawą nogę w trakcie walki i został zatrzymany przez NKWD. Był brutalnie przesłuchiwany w więzieniu Brygidki we Lwowie. 11 lipca 1946 roku został skazany na konfiskatę majątku i 10 lat prac przymusowych m.in. na Syberii. Poznał tam Lidię, swoją przyszłą żonę.  
6 kwietnia 1956 roku wyszedł na wolność, jednak miał zakaz pobytu na terenach zachodniej Ukrainy. Zamieszkał w Dniepropetrowsku. W 1960 roku urodziła się jego córka - Olga, a w 1964 roku - syn Wołodymyr. Dzieci były prześladowane w przedszkolu, a następnie w szkole, przez swoich rówieśników, za posługiwanie się w życiu codziennym językiem ukraińskim. Nazywano ich obraźliwie banderowcami. Makuch początkowo był robotnikiem w fabryce, później trudnił się naprawą urządzeń AGD. Ukończył również szkołę wieczorową i planował studiować pedagogikę, jednak wydalono go ze studiów za ukrywanie pobytu w więzieniu. Był także działaczem politycznym, uczestniczył w spotkaniach w sprawie suwerenności Ukrainy w swoim mieście, we Lwowie i w Kijowie. Był zwolennikiem wolnego państwa, w którym obowiązuje jednak tzw. rozwinięty socjalizm. Działalnością tą ściągnął na swoją rodzinę uwagę KGB. 

## Okoliczności śmierci
21 sierpnia 1968 roku w rozmowie z żoną Makuch stwierdził, że jest gotowy poświęcić swoje życie w imię niepodległości Ukrainy i przyszłości ich dzieci. Bardzo przejął się także inwazją wojsk Układu Warszawskiego na Czechosłowację, która rozpoczęła się dzień wcześniej. W październiku powrócił do swojej rodzinnej miejscowości. Przed wyjazdem powiedział Lidii i dzieciom: Jeśli coś mi się stanie, wiedzcie, że was wszystkich bardzo kocham. Z domu rodzinnego wysłał listy do swoich przyjaciół i żony, wszystkie kończyły się zwrotem: Chwała Ukrainie!. 
5 listopada 1968 około godziny 16.30 czasu lokalnego obok budynku położonego przy ulicy Chreszczatyk 27 Makuch oblał się benzyną i podpalił. Następnie zaczął biec w kierunku Placu Kalinina, wykrzykując hasła: Precz z komunistycznymi kolonizatorami!, Chwała Ukrainie!, Niech żyje wolna Ukraina! czy Precz z okupantami Czechosłowacji!. Milicjanci podejmowali próby ugaszenia mężczyzny oraz rozpędzania gapiów. Nieprzytomnego Makucha przewieziono do szpitala, gdzie zmarł następnego dnia. Miał w 70% poparzone ciało. 
Pogrzeb odbył się na cmentarzu w Dniepropetrowsku pod kontrolą KGB, każdy uczestnik był fotografowany i legitymowany. 

## Reakcja władz
Funkcjonariusze KGB skontaktowali się z Lidią od razu po czynie jej męża, początkowo informując ją, że mężczyzna poważnie zachorował. Lidia Makuchowa i jej ojciec chrzestny przyjechali do Kijowa 6 listopada, od razu zostali zatrzymani. Gdy wyszli na wolność, służby nieustannie ich kontrolowały. Tego samego dnia prokuratura wszczęła śledztwo w sprawie samobójstwa Makucha. Lidia Makuchowa była wielokrotnie przesłuchiwana po śmierci męża, straciła również pracę, a rodzinę dotknęła nędza. Siostra Wasyla, Paraska Osmylowska, została wezwana na przesłuchania 7 listopada. Funkcjonariusze traktowali ją brutalnie, kobieta do końca życia miała problemy z płucami i pluła krwią.

## Reakcja opinii publicznej
Ojczyste media przemilczały demonstrację, jednak w zagranicznych środkach masowego przekazu informacja o samospaleniu Makucha pojawiła się już 5 listopada 1968 roku wieczorem w oparciu o anonim od opozycji.
Na Ukrainie w tzw. drugim obiegu masowo rozpowszechniano anonimowy tekst Na pamiątkę bohatera, dotyczący Makucha. W związku z tą sprawą zatrzymano i skazano dwie osoby. 

## Upamiętnienie
- W 2006 roku organizacja Ukraińskiego Stowarzyszenia Więźniów Politycznych i Represjonowanych wystąpiła do prezydenta Wiktora Juszczenko o nadanie Makuchowi tytułu bohatera Ukrainy, lecz ten nie zareagował[1].
- 5 listopada 2008 roku w Doniecku otwarto muzeum poświęcone Wasylowi Makuchowi i Oleksie Hirnykowi[1][4].
- W październiku 2011 roku w Kijowie wydano książkę U korzeni niepodległości. Zawiera ona 20 biografii osób zaangażowanych w odzyskanie niepodległości Ukrainy, w tym biografię Wasyla Makucha[1].
- W maju 2015 roku nadano jego imię jednej z ulic w Dnieprze[2]. Ulica Makucha znajduje się również w Kijowie.
- 26 stycznia 2017 roku odsłonięto tablicę pamiątkową w pobliżu miejsca podpalenia na ulicy Chreszczatyk[2][7][5].
- W maju 2018 roku jego imię otrzymał most w Pradze na rzece Botič[2][8].

## Inne przypadki samospaleń Ukraińców
10 lutego 1969 roku nieudaną próbę samospalenia podjął Mykoła Beresławski, a 21 stycznia 1978 roku podpalił się i wbił sobie nóż w pierś Oleksa Hirnyk.